# RTI Producciones
RTI Colombia (Radio Televisión Interamericana da Colombia) é uma produtora de séries e telenovelas colombiano. Produzia 14.5 horas de programação da semana em 1993.
Todos os seriados e novelas são co-produzidos com a Telemundo no Estados Unidos, incluindo Zorro e Sem Vergonha. Na Colômbia, as suas telenovelas são emitidas nas redes Caracol TV, RCN TV e Citytv. A RTI ainda teve espaços de programação no público-comercial Canal Uno.

## Produções
| Title                                 | Production Year | Production Countries           | Production Companies                                                                | Number of Episodes | Airdates                                       |
| ------------------------------------- | --------------- | ------------------------------ | ----------------------------------------------------------------------------------- | ------------------ | ---------------------------------------------- |
| La Viuda Negra                        | 2014            | Colômbia México Estados Unidos | R.T.I. Producciones Caracol TV Televisa Univision Communications                    |                    |                                                |
| Virgen de la Calle                    | 2013-2014       | Venezuela México Colômbia      | R.T.I. Producciones in RCTV studios Televisa                                        |                    |                                                |
| La Madame                             | 2013            | Colômbia México Estados Unidos | R.T.I. Producciones Sierralta Entertainment Group Televisa Univision Communications | 37                 | August 26, 2013 - October 31, 2013             |
| Tres Caínes                           | 2013            | Colômbia                       | R.T.I. Producciones RCN TV                                                          | 70                 | March 4 - June 18, 2013                        |
| Las Bandidas                          | 2013            | Venezuela México Colômbia      | R.T.I. Producciones in RCTV studios Televisa RCN TV                                 | 104 / 120          | April 3 - September 3, 2013                    |
| ¿Quién Eres Tú?                       | 2012-2013       | Colômbia México Estados Unidos | R.T.I. Producciones Televisa Univision Communications                               | 9 / 120            | January 7 - 18, 2013                           |
| Flor Salvaje                          | 2011-2012       | Colômbia Estados Unidos        | R.T.I. Producciones Telemundo Studios                                               | 150                | August 2, 2011 - March 2, 2012                 |
| Los herederos del Monte               | 2011            | Colômbia Estados Unidos        | R.T.I. Producciones Telemundo Studios                                               | 128                | January 10 - July 15, 2011                     |
| La Reina del Sur                      | 2011            | Colômbia United States Spain   | R.T.I. Producciones Telemundo Studios Antena 3                                      | 63                 | February 28 - May 30, 2011                     |
| Ojo por Ojo                           | 2010-2011       | Colômbia Estados Unidos        | R.T.I. Producciones Telemundo Studios                                               | 98                 | Unaired                                        |
| El Clon                               | 2010            | Colômbia United States Brasil  | R.T.I. Producciones Telemundo Studios Rede Globo                                    | 181 / 184          | February 15 - October 29, 2010                 |
| La Diosa Coronada                     | 2010            | Colômbia Estados Unidos        | R.T.I. Producciones Telemundo Studios Caracol TV                                    | 31 / 25            | August 11 - September 7, 2010                  |
| Bella Calamidades                     | 2009-2010       | Colômbia Estados Unidos        | R.T.I. Producciones Caracol TV Telemundo Studios                                    | 140                | September 16, 2013 - January 3, 2014           |
| Los Victorinos                        | 2009-2010       | Colômbia Estados Unidos        | R.T.I. Producciones Telemundo Studios                                               | 153                | June 23, 2009 - February 5, 2010               |
| Niños Ricos, Pobres Padres            | 2009            | Colômbia Estados Unidos        | R.T.I. Producciones Telemundo Studios                                               | 131 / 125          | July 7, 2009 - January 8, 2010                 |
| Sin Senos no hay Paraíso              | 2008-2009       | Colômbia México Estados Unidos | R.T.I. Producciones Telemundo Studios                                               | 238 / 167          | June 16, 2008 - June 22, 2009                  |
| Doña Bárbara                          | 2008-2009       | Colômbia Estados Unidos        | R.T.I. Producciones Telemundo Studios Sony Pictures Television                      | 190                | August 4, 2008 - May 21, 2009                  |
| Victoria                              | 2007-2008       | Colômbia Estados Unidos        | R.T.I. Producciones Telemundo Studios                                               | 169                | December 4, 2007 - August 1, 2008              |
| La Traición                           | 2008            | Colômbia Estados Unidos        | R.T.I. Producciones Telemundo Studios                                               | 106                | January 29 - June 27, 2008                     |
| Madre Luna                            | 2007            | Colômbia Estados Unidos        | R.T.I. Producciones Telemundo Studios                                               | 141                | July 2, 2007 - January 28, 2008                |
| Sin Vergüenza                         | 2007            | Colômbia Estados Unidos        | R.T.I. Producciones Telemundo Studios                                               | 86                 | April 16 - August 21, 2007                     |
| Zorro, La Espada y la Rosa            | 2007            | Colômbia Estados Unidos        | R.T.I. Producciones Telemundo Studios Sony Pictures Television Zorro Producciones   | 112 / 122          | February 12 - July 23, 2007                    |
| Amores de Mercado                     | 2006            | Colômbia Estados Unidos        | R.T.I. Producciones Telemundo Studios                                               | 123                | June 14, 2006 - January 12, 2007               |
| La Tormenta                           | 2005-2006       | Colômbia Estados Unidos        | R.T.I. Producciones Telemundo Studios                                               | 216                | September 19, 2005 - July 24, 2006             |
| La Mujer en el Espejo                 | 2004-2005       | Colômbia Estados Unidos        | R.T.I. Producciones Telemundo Studios                                               | 151                | December 23, 2004 - July 15, 2005              |
| Te Voy a Enseñar a Querer             | 2004-2005       | Colômbia Estados Unidos        | R.T.I. Producciones Telemundo Studios                                               | 129                | August 31, 2004 - March 14, 2005               |
| Pasión de Gavilanes                   | 2003-2004       | Colômbia Estados Unidos        | R.T.I. Producciones Telemundo Studios Caracol TV                                    | 188                | October 21, 2003 - September 14, 2004          |
| Ángel de la Guarda, Mi Dulce Compañía | 2003-2004       | Colômbia Estados Unidos        | Caracol TV Telemundo Studios R.T.I. Producciones                                    | 122                | September 15, 2003 - July 23, 2004             |
| Sofía Dame Tiempo                     | 2003            | Colômbia Estados Unidos        | Caracol TV Telemundo Studios R.T.I. Producciones                                    | 130                | March 3 - October 7, 2003                      |
| La Venganza                           | 2002-2003       | Colômbia Estados Unidos        | R.T.I. Producciones Telemundo Studios Caracol TV                                    | 127                | November 4, 2002 - May 16, 2003                |
| Luzbel Está de Visita                 | 2001            | Colômbia Estados Unidos        | R.T.I. Producciones Caracol TV Telemundo Studios                                    | 104                | August 16, 2001 - January, 2002                |
| Amantes del Desierto                  | 2001            | Colômbia Estados Unidos        | R.T.I. Producciones Caracol TV Telemundo Studios                                    | 121                | March 19 - September 4, 2001                   |
| Rauzán                                | 2000            | Colômbia                       | R.T.I. Producciones Caracol TV                                                      | 100                | 2000                                           |
| La Caponera                           | 1999-2000       | Colômbia                       | R.T.I. Producciones Caracol TV                                                      | 100                | 1999 - 2000                                    |
| Divorciada                            | 1999            | Colômbia                       | R.T.I. Producciones                                                                 |                    | 1999                                           |
| La Sombra del Arco Iris               | 1998            | Colômbia                       | R.T.I. Producciones                                                                 | 63                 | 1998                                           |
| Yo amo a Paquita Gallego              | 1997-1999       | Colômbia                       | R.T.I. Producciones Cenpro TV                                                       | 298 / 149          | December 22, 1997 - February 12, 1999          |
| La mujer en el espejo                 | 1997            | Colômbia                       | R.T.I. Producciones Cenpro TV                                                       |                    | 1997                                           |
| Dos Mujeres                           | 1997-1998       | Colômbia                       | R.T.I. Producciones                                                                 | 200 / 102          | March 10 - December 19, 1997                   |
| La Viuda de Blanco                    | 1996-1997       | Colômbia                       | R.T.I. Producciones                                                                 | 290 / 145          | 1996 - 1997                                    |
| Clase aparte                          | 1995            | Colômbia                       | R.T.I. Producciones                                                                 | 51                 | 1995                                           |
| Maria Bonita                          | 1995-1996       | Colômbia                       | R.T.I. Producciones                                                                 | 190 / 95           | April 3, 1995 - 1996                           |
| Las aguas mansas                      | 1994-1995       | Colômbia                       | R.T.I. Producciones                                                                 | 250 / 125          | 4 de abril de 1994 - 31 de março de 1995       |
| Detrás de un Ángel                    | 1993            | Colômbia                       | R.T.I. Producciones                                                                 | 58                 | May 1, 1993 - 1993                             |
| Dulce Ave Negra                       | 1993-1994       | Colômbia                       | R.T.I. Producciones                                                                 |                    | 1993 - 1994                                    |
| En cuerpo ajeno                       | 1992-1993       | Colômbia                       | R.T.I. Producciones                                                                 | 244 / 122          | 2 de janeiro de 1992 - 25 de fevereiro de 1993 |
| Ana de Negro                          | 1991-1992       | Colômbia                       | R.T.I. Producciones                                                                 | 108                | 1991 - 1992                                    |
| Castigo Divino                        | 1990-1991       | Colômbia                       | R.T.I. Producciones                                                                 | 108                | 1990 - 1991                                    |